# Michael Steinocher
Michael Steinocher (ur. 11 lipca 1983 w Wiedniu) – austriacki aktor filmowy i telewizyjny.
Debiutował na szklanym ekranie jako 14-latek w roli Axela w serialu telewizyjnym Die Knickerbocker-Bande (1997) na podstawie książki Thomasa Breziny. W 2000, po ukończeniu szkoły średniej, rozpoczął studia aktorskie w Konserwatorium Wiedeńskim i od tego czasu występował w austriackich i niemieckich serialach telewizyjnych, w tym Komisarz Rex, Medicopter 117 i Tatort, a także filmach telewizyjnych, m.in. w dramacie Ostatni ślad (Vermisst - Alexandra Walch, 17, 2011) jako Moritz Weber z Richy Müllerem, dreszczowcu fantasy Kolekcjoner dusz (Isenhart - Die Jagd nach dem Seelenfänger, 2011) z Bertem Tischendorfem, Sebastianem Strobelem, Gotthardem Lange, Johannesem Krischem i Jeanette Biedermann w roli Konrada von Laurina czy dramacie Testament nierządnicy (Das Vermächtnis der Wanderhure, 2012) jako Andrej Grigorjewitsch z Alexandrą Neldel.
W 2007 odebrał nagrodę Romy w kategorii „Najlepszy debiutant” za rolę Clemensa w filmie Zginiesz w ciągu 3 dni (In 3 Tagen bist du tot, 2006). W 2008 otrzymał Undine Award w kategorii „Najlepszy aktor młodzieżowy w filmie telewizyjnym SOKO Kitzbühel”. 

## Wybrana filmografia
- 2000: Medicopter 117 jako Max
- 2003: Medicopter 117 jako Olav Schmied
- 2007: Jednostka specjalna „Dunaj” jako Andi
- 2008: Tatort: Exitus jako student Philipp Lutz
- 2008: Jednostka specjalna „Dunaj” jako Wolle
- 2009: Tatort: Baum der Erlösung jako Christian Larcher
- 2011: Jednostka specjalna „Dunaj” jako Tommi Lackmann
- 2013: Komisarz Rex jako Lukas Pichler, praktykant mechanik
- 2016: Jednostka specjalna „Dunaj” jako Christoph Edlinger
- 2016: Tatort: Sternschnuppe jako Benny Raggl
- 2017-: Jednostka specjalna „Dunaj” jako Simon Steininger